# Скоропадський Павло Петрович
Скоропа́дський Павло́ Петро́вич (3 [15] травня 1873, Вісбаден, Німецька імперія — 26 квітня 1945, Меттен, Баварія, Третій Рейх) — гетьман України, український державний, політичний і громадський діяч, військовик. Походив із козацько-старшинського роду Скоропадських. Вищий офіцер Російської імператорської армії, генерал-лейтенант (1916). Учасник російсько-японської, Першої світової війни та радянсько-української війни. Гетьман Української Держави (29 квітня — 14 грудня 1918).
Відповідно до українського законодавства може бути зарахований до борців за незалежність України у ХХ сторіччі.

## Життєпис

### Ранні роки

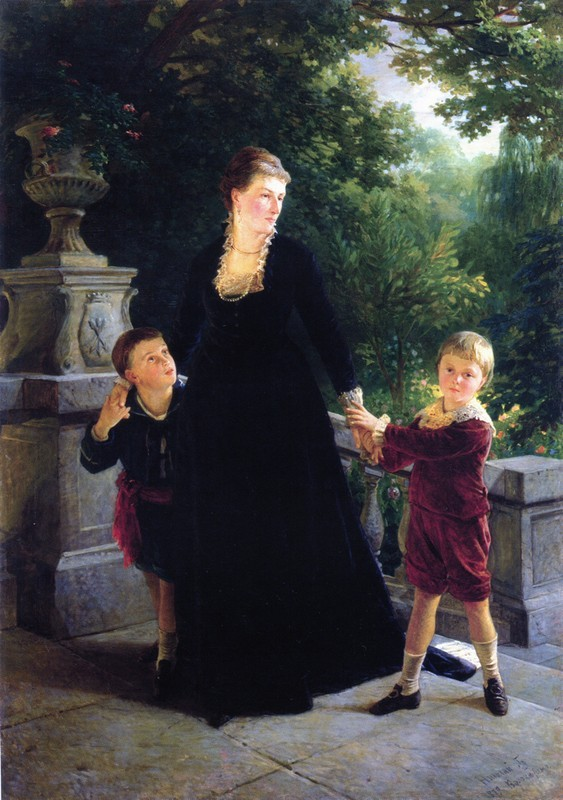
Микола Ґе. Портрет пані Скоропадської з двома синами (Павло — зліва у синьому костюмі)

Генеалогія козацького старшинського роду Скоропадських веде свій початок від першої половини XVII століття. Рід був пов'язаний шлюбними зв'язками з такими українськими старшинсько-шляхетськими родинами як Апостоли, Закревські, Кочубеї, Лизогуби, Лисенки, Милорадовичі, Полуботки, Розумовські, Тарновські, Маркевичі, Туманські, Миклашевські, Безбородьки, Бакуринські, Олсуф'єви, і навіть позашлюбні Голіцини. Нащадок брата гетьмана Івана Скоропадського — Василя Скоропадського, син Петра Скоропадського і Марії Андріївни Миклашевської. Прямий нащадок гетьмана Івана Самойловича. Нащадок Анни Розумовської, сестри гетьмана Кирила Розумовського. Прямий нащадок гетьмана Даниїла Апостола. Спорідненість з чотирма гетьманами (п'ятьма, якщо рахувати, що легендарна коханка Гетьмана Івана Мазепи, Мотря Кочубей — також представниця його роду по непрямій гілці) пояснює його інтерес до козацтва, адже козацька історія — це була фактично персональна історія його роду.
Народився 15 травня 1873 року в німецькому місті Вісбадені в родині офіцера армії Російської імперії Петра Скоропадського, де проживав до 5 років. Першою мовою, якою почав розмовляти Павло, була німецька. Бабуся Павла — Єлизавета Петрівна Скоропадська-Тарновська також часто гостювала на німецьких курортах і померла у Вісбадені. Дитячі роки провів у родовому маєтку Тростянець Чернігівської губернії (Сумщина), де його виховував дідусь — Іван Скоропадський. У садибі Скоропадських була велика колекція предметів української старовини, портретів визначних діячів. У побуті родина дотримувалася старих українських звичаїв.
Освіту Павло розпочав у гімназії в Стародубі. Сімейні традиції, як і традиції всієї тодішньої аристократії Російської імперії, вимагали, щоб юний Скоропадський пішов шляхом військовика. 1886 року Павло вступив до Пажеського корпусу в Санкт-Петербурзі, успішно закінчивши його в 1893 році. Молодого офіцера призначили на службу до Кавалерґардського полку, де служив свого часу його батько. Павло тимчасово виконував обов'язки командира ескадрону. За два роки він отримав призначення на посаду полкового ад'ютанта, у грудні 1897 року став поручником.

### Російсько-японська війна
З початком російсько-японської війни Павло подав рапорт із проханням перевести його на фронт у діючу армію. Наприкінці лютого 1904 року виїхав із Петербурга до Маньчжурії.
З 16 березня 1904 року служив у Мукдені, у складі 1-ї Маньчжурської армії, осавулом 3-го Верхньоудинського кінного полку Забайкальського козацького війська. 1 травня молодого офіцера перевели в штаб на посаду ад'ютанта генерал-лейтенанта Федора Келлера, командувача Східного загону Маньчжурської армії. Проте 1 жовтня Скоропадський покинув штабну роботу за власним бажанням і став командиром 5-ї сотні 2-го Читинського кінного полку Забайкальського козацького війська. Його загони брали участь у розвідувальних операціях і нападах на тили противника.
29 жовтня 1904 року, за заслуги в боях проти японців у період із 20 квітня по 4 липня, імператор Микола II нагородив офіцера орденом Святої Анни 3-го ступеня з мечами і бантом. Його також нагороджено золотою нагородною зброєю «За хоробрість»[коли?].
У травні 1905 року Скоропадського призначили на посаду ад'ютанта генерала Миколи Ліневича, командувача російськими військами на Далекому Сході. На цій посаді він пробув до 7 листопада.
У грудні 1905 року імператор Микола II призначив Скоропадського своїм флігель-ад'ютантом з наданням звання полковника.
4 вересня 1910 року полковник Скоропадський став командиром 20-го драгунського Фінляндського полку, лишаючись флігель-ад'ютантом. У 1912 році йому присвоєно звання генерал-майора імператорського полку.

### Перша світова війна
З початком Першої світової війни Павло Скоропадський вирушає на фронт, і вже 6 серпня 1914 року Кінний полк генерала Скоропадського відзначився в бою під Краупішкеном (нині Ульяново). Був удостоєний ордена Святого Георгія 4-го ступеня.
3 жовтня 1914 призначений командиром 1-ї бригади 1-ї гвардійської кавалерійської дивізії. Того ж року командував Зведеною кавалерійською дивізією, до якої увійшли 1-а бригада 1-ї Гвардійської кавалерійської дивізії, батарея Лейб-гвардії Кінної артилерії та Кримський кінний полк.
29 липня 1915 призначений командувачем 5-ї кавалерійської дивізією, а 1 січня 1916 проведений в генерал-лейтенанти із затвердженням на посаді. 2 квітня 1916 призначений командувачем 1-ї гвардійської кавалерійської дивізії.
22 січня 1917 року приймає командування 34-м армійським корпусом, який розташовувався на теренах України. Перебуваючи на посаді командувача цього корпусу, Павло Петрович вперше познайомився з масовим українським революційним рухом.

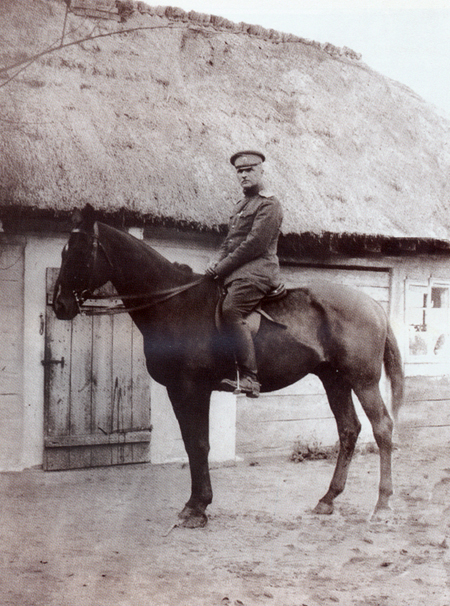
Павло Скоропадський, 1916 рік

### Доба революції
Революційні події в Петрограді призвели до деморалізації армії й поступової її більшовизації. В Україні національний революційний рух навесні 1917 року очолила соціалістична Центральна Рада. Павло Скоропадський вороже ставився до соціалістичних ідей українських та російських революційних партій. У травні 1917 року в Києві відбувся Всеукраїнський військовий з'їзд, який ухвалив рішення про створення української національної армії.
У липні-серпні 1917 року за наказом верховного головнокомандуючого генерала Лавра Корнілова внаслідок українізації 34-й корпус під командуванням Скоропадського одним з перших українізовано та перетворено на 1-й український корпус. Генерал Денікін про Скоропадського:
|  | Я викликав до себе генерала Скоропадського і запропонував йому стримати різкий хід українізації та, зокрема, відновити права командного складу або відпустити його з корпусу. Майбутній гетьман заявив, що про його діяльність склалася хибна думка, імовірно, за історичним минулим роду Скоропадських; що він істинно російська людина, гвардійський офіцер і зовсім далекий самостійності; виконує тільки покладене на нього начальством доручення, якому сам не співчуває… Оригінальний текст (рос.) Я вызвал к себе генерала Скоропадского и предложил ему умерить резкий ход украинизации и, в частности, восстановить права командного состава, или отпустить его из корпуса. Будущий гетман заявил, что об его деятельности составилось превратное мнение, вероятно, по историческому прошлому фамилии Скоропадских; что он истинно русский человек, гвардейский офицер и совершенно чужд самостийности; исполняет только возложенное на него начальством поручение, которому сам не сочувствует… |

Повна українізація 20-ти дивізій та кількох десятків запасних полків відбулася згідно зі спільним вересневим наказом Олександра Керенського та Верховного головнокомандувача генерала Миколи Духоніна. Така різка зміна в ставленні Тимчасового уряду до «українського питання» відбулася через те, що Центральна Рада під час заколоту на чолі з генералом Корніловим підтримала Тимчасовий уряд. Окрім того, українізація армії ставала перепоною впливу реакційних російських офіцерів та більшовицької пропаганди на армію.

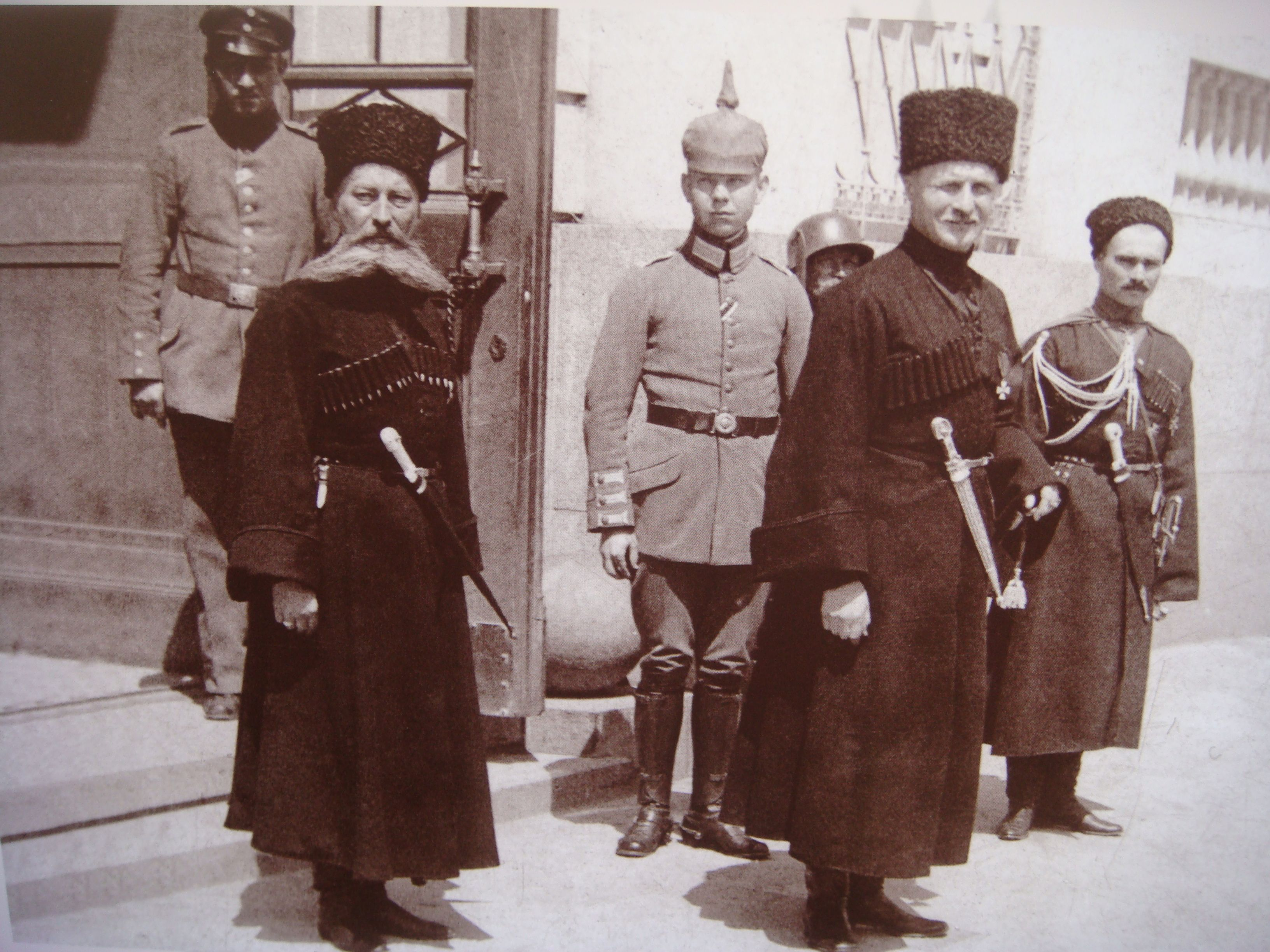
Павло Скоропадський (передній план, праворуч) з ад'ютантами Гнатом Зеленевським (передній план, ліворуч) та Іваном Полтавцем-Остряницею (задній план, крайній праворуч), 1918 рік

16-17 жовтня 1917 року на з'їзді Вільного козацтва в Чигирині делегати від п'яти українських губерній і Кубані обрали Скоропадського отаманом Вільного козацтва. Серед козаків особа нащадка гетьманського роду, бойового генерала Скоропадського мала неабияку популярність.

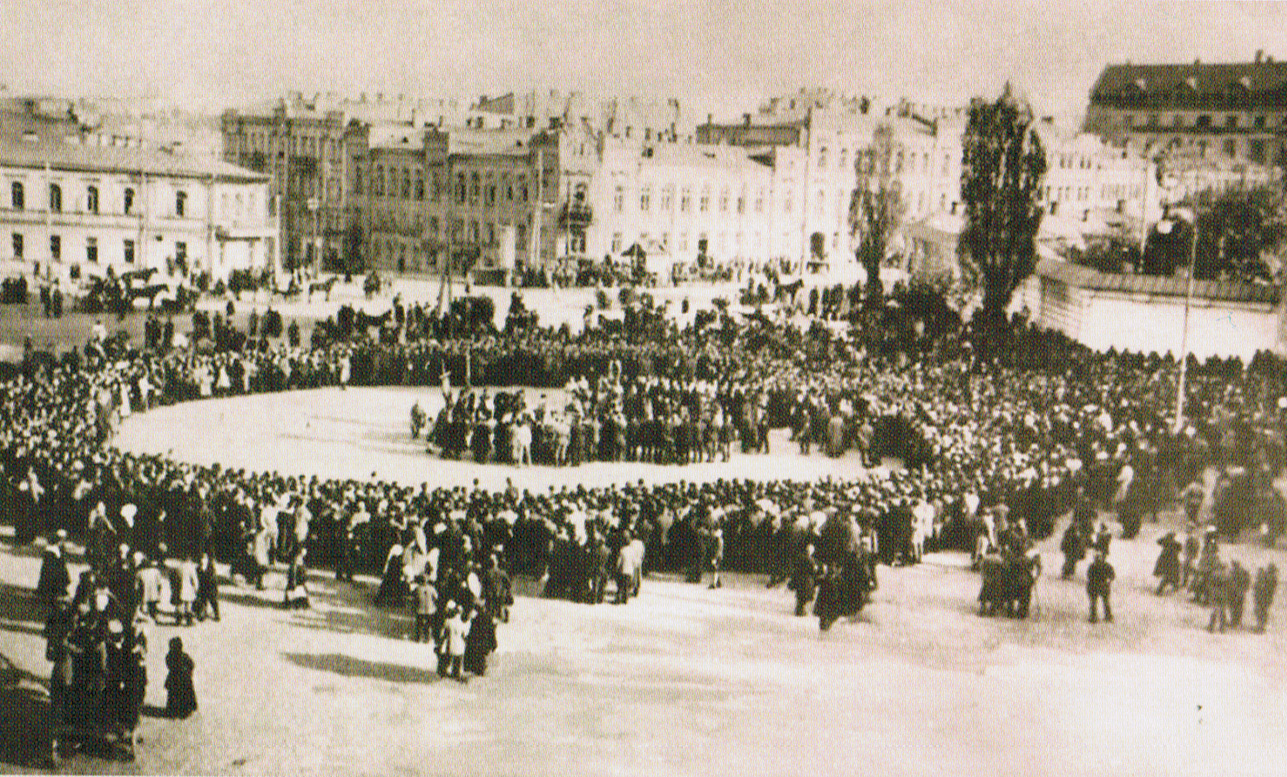
Молебень на київському Софійському майдані після проголошення Павла Скоропадського гетьманом України, 1918 рік

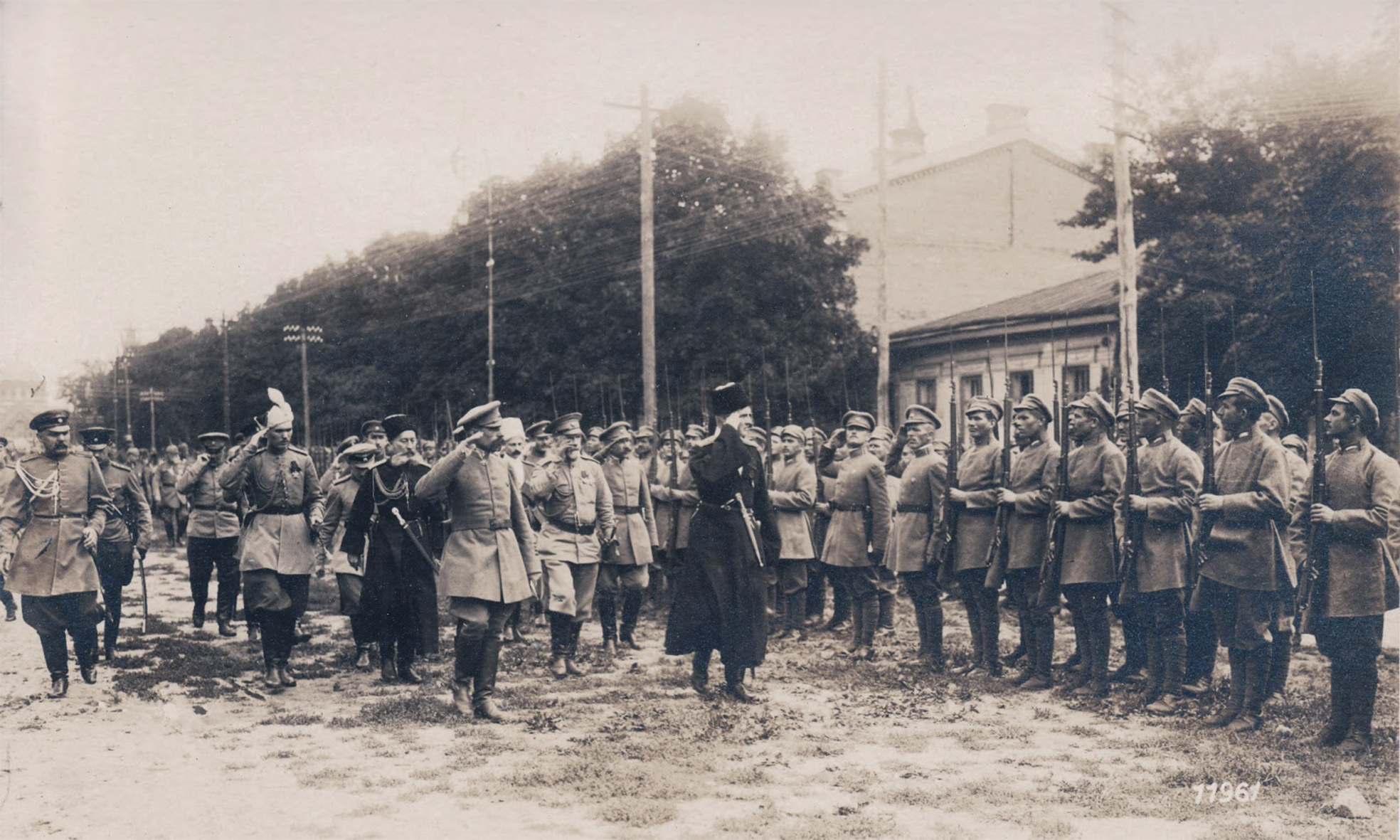
Гетьман Павло Скоропадський оглядає Сірожупанників. Позаду гетьмана військовий міністр Олександр Рогоза, 27.08.1918

Після більшовицького перевороту в Петрограді в листопаді 1917 року Павло Скоропадський визнав зверхність наказів Центральної Ради і виконував накази командувача Українського фронту генерал-полковника Дмитра Щербачова, що у свою чергу підпорядковувався Генеральному Секретаріату. У листопаді 1917 року 2-й гвардійський корпус, вояки якого підтримали більшовиків, на чолі з Євгенією Бош рушив із Вінниці на Київ для розгону Української Центральної Ради. Скоропадський отримав наказ Петлюри та Щербачова: розігнати заколотників. Оскільки збільшовичені частини мали низький рівень дисципліни, то ліквідація їхнього наступу відбулася без значного кровопролиття. Зокрема, під Вінницею заколотників зустрів Український стрілецький дивізіон Скоропадського. Частини червоних майже без бою були миттєво роззброєні, повантажені до ешелонів і відіслані до Росії.
Скоропадський на той час не займав ніякої політичної позиції, а обмежував свою діяльність лише турботою про боєздатність свого військового підрозділу. Генерал зіткнувся з холодним ставленням до себе з боку Генерального Секретаріату. Ще з літа 1917 року уряд Центральної Ради, занепокоєний великою популярністю аристократа-землевласника генерала Скоропадського, чинив йому перешкоди в керівництві корпусом: припиняв або затримував надходження до 1-го українського корпусу озброєння, одягу, харчів тощо. Наприкінці року через неспрацювання з новим військовим секретарем міністром Миколою Поршем та головнокомандувачем військових сил в Україні полковником Юрієм Капканом та через власні незадоволені амбіції Павло Петрович пішов у відставку.
У січні 1918 року більшовики зайняли Київ, а Скоропадський переховувався від репресій. З поверненням, фактично на багнетах німецько-австрійських військ, до Києва, Центральна Рада в березні 1918 року оголосила про продовження нею внутрішньої політики соціалізації, що була відображена в III Універсалі. Селяни не скорялися діям посадовців Центральної Ради і неохоче віддавали зерно та продукти, які вона мала віддавати німцям як плату за військову допомогу. Окупаційні війська вважали, що українська влада не дотримає взятих на себе зобов'язань щодо передачі німцям харчів і почали каральні дії для примусового вилучення харчів із залишенням документів про вилучення. У відповідь на каральні дії німецьких та австрійських військ Україною поширився рух спротиву.
У середині березня Павло Скоропадський утвердив опозиційну до Ради політичну організацію, сформовану з військовиків і землевласників, під назвою «Українська Громада» (пізніше «Українська Народна Громада»), яка ввійшла в тісний контакт з Українською демократично-хліборобською партією В'ячеслава Липинського та Миколи Міхновського (на той час останній вже був в одній команді з Липинським) та Союзом земельних власників із метою спільними зусиллями домогтися зміни уряду й внутрішньоекономічної політики Центральної Ради. На хвилі незадоволення політикою Центральної Ради й німецьким окупаційним командуванням «Українська Народна Громада» розпочала підготовку до державного перевороту. На нараді 24 квітня з генералом Вільгельмом Ґренером, фактичним керівником німецького війська в Україні, за підтримку німців у перевороті (офіційно німецьке командування в цьому протистоянні зайняло нейтральну позицію) Скоропадський узяв на себе низку зобов'язань політичного та економічного характеру, які тяжіли на майбутній політиці гетьманського уряду.
29 квітня в Києві Всеукраїнський з'їзд хліборобів одностайно закликав проголосити Гетьманом України Павла Скоропадського. Центральну Раду розігнали німці, натомість одразу ж проголошено про утворення Української Держави на чолі з Гетьманом, який узяв на себе повноваження щодо управління краєм.

### Гетьманат

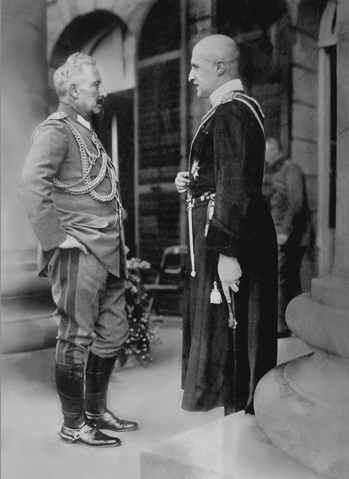
Гетьман Павло Скоропадський та кайзер Вільгельм II під час візиту до Берліна у вересні 1918 року

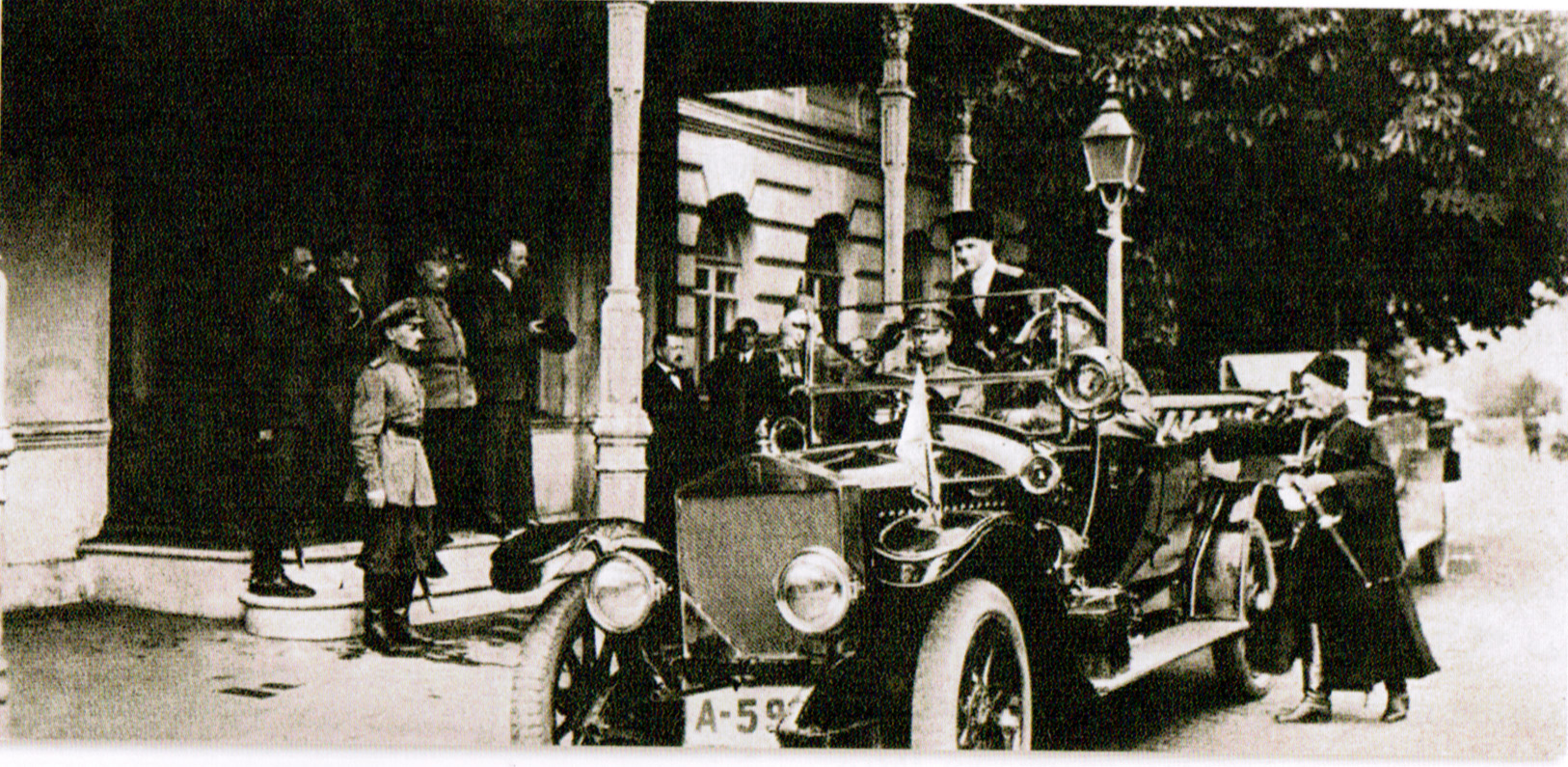
Гетьман Скоропадський перед своєю резиденцією на Інститутській вулиці, 40, де він проводив зустрічі з іноземними послами

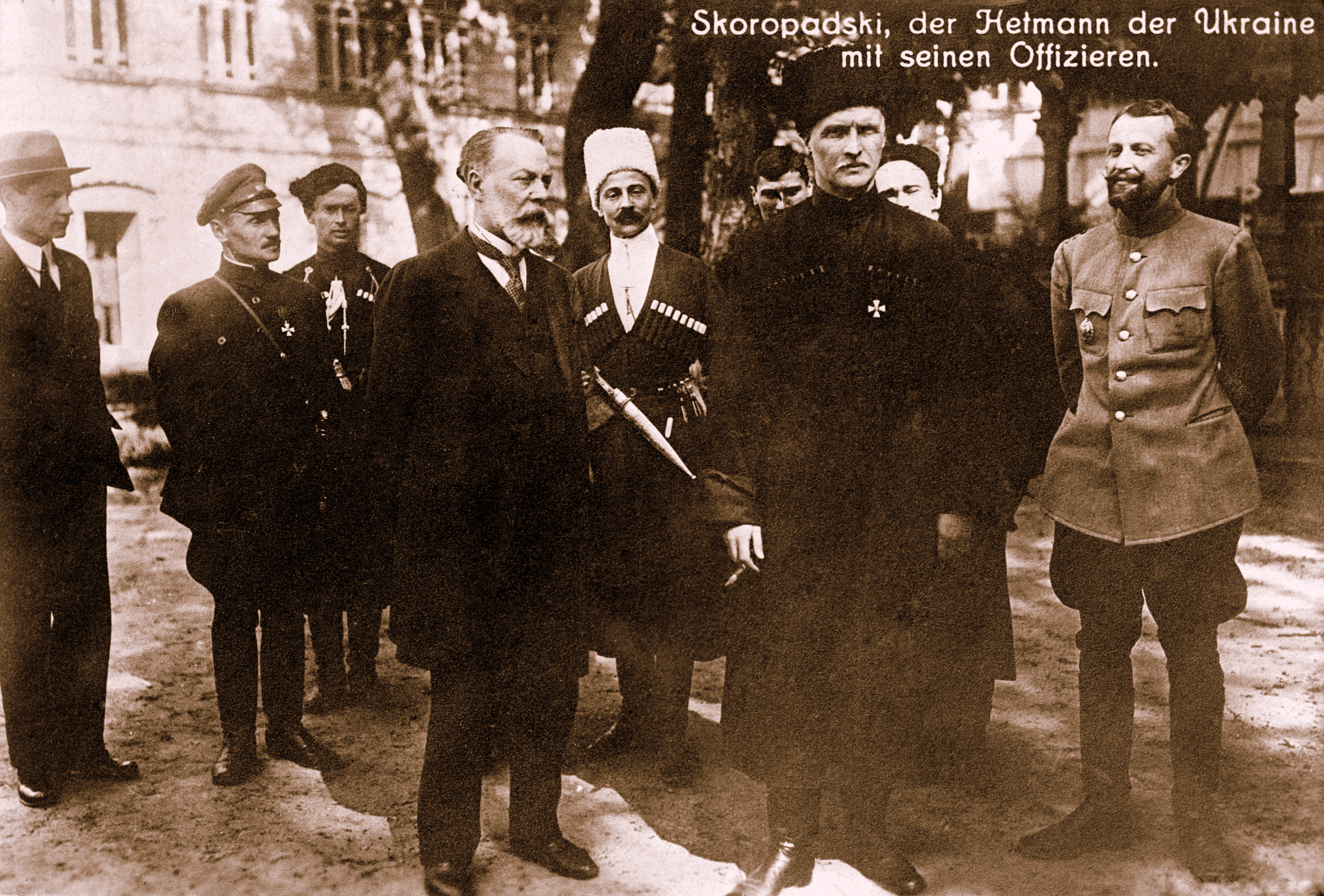
1-й ряд зліва направо: Федір Лизогуб, гетьман Павло Скоропадський, Володислав Дашкевич-Горбацький; посередині ззаду (в білій папасі) Олександр Сахно-Устимович; 2-й зліва у 2-му ряді Костянтин Прісовський

Делегація Кубанського крайового уряду на прийомі у гетьмана. 1-Павло Скоропадський, 2-В'ячеслав Ткачов, 3-Олександр Палтов, 4-Герасим Вдовенко (ймовірно), 6-Михайло Ханенко, 7-Кузьма Безкровний (ймовірно), 8-Гнат Зеленевський, 9-Іван Полтавець-Остряниця (ймовірно), 10-Євген Лібов, 11-Костянтин Прісовський

29 квітня 1918 року внаслідок проголошення його гетьманом, Павло Скоропадський очолив владу в Україні. Більшість партій та верств населення відмовили Центральній Раді та її Раді Міністрів у підтримці, тому переворот пройшов майже без пострілів та крові, лише в сутичці з січовими стрільцями загинуло троє вірних гетьману офіцерів. Головною причиною успішності перевороту став параліч Центральної Ради. У Софійському соборі єпископ Никодим здійснив миропомазання Гетьмана, а на Софійському майдані відслужили урочистий молебень. Тоді ж опубліковано «Грамоту до всього українського народу», де Гетьман заявляв, що тимчасово взяв на себе всю повноту влади. Відповідно до цього документу, Центральна Рада й усі земельні комітети розпускалися, міністрів та їх товаришів звільняли з посад, а рядовим державним службовцям належало продовжувати роботу. Було відновлено право приватної власності. Гетьман також повідомляв, що незабаром видасть закон про вибори до Українського Сейму. Було обіцяно «забезпечити населенню спокій, закон і можливість творчої праці». До скликання Сейму в Україні мали діяти «Закони про тимчасовий державний устрій України», видані того ж дня. У них визначалися головні напрями діяльності Гетьмана в політичній сфері, організації державного управління, надані гарантії громадянських прав населенню, оголошено про встановлення Української Держави замість Української Народної Республіки. Нова держава ґрунтувалася як на республіканських, так і на монархічних засадах. Згідно з Законами, уся влада, зокрема й законодавча, зосереджувалася в руках Гетьмана. За формою це була диктаторська влада з атрибутами національної традиції, за політичною суттю — авторитарний режим консервативної частини населення.

#### Спроби створення монархії в Україні
У спогадах Павла Скоропадського описано навіть випадок, коли російський церковний ієрарх Антоній (Храповицький), митрополит Київський і Галицький, пропонував гетьману помазання на царство, а Україна могла стати європейською монархією.

#### Здійснені реформи та соціальні проблеми
Гетьман намагався силою влади й помірними реформами зліквідувати революційні зміни щодо земельного питання, відновити стабільність у суспільстві, але з перших днів йому протидіяли соціалісти-федералісти, соціал-демократи, українські есери та інші партії, які раніше підтримували Центральну Раду. Гетьманська держава здобула міжнародне визнання серед країн, що були у військовому союзі з Німеччиною. Встановивши дипломатичні зв'язки з Німеччиною, яку гетьман відвідав з офіційним візитом у вересні 1918 року й де він провів успішні переговори з кайзером Вільгельмом II, Україна здобула більшу свободу дій у своїй зовнішній політиці, зокрема згоду німців на розбудову регулярної української армії. Також встановлено політичні та економічні зносини з Кримом, Доном, Кубанню (велися навіть переговори про входження цих держав до складу України на федеративних засадах), здобуто визнання й 12 червня 1918 року підписано перемир'я з Радянською Росією.
Україна досягла певних успіхів у галузі науки, освіти та культури. Універсалами Скоропадського були створені Українська академія наук, українські університети — у Києві та Кам'янці-Подільському, 150 українських гімназій. Також вийшло друком кілька мільйонів примірників українських підручників; засновано широку мережу загальнокультурних закладів та установ (Національний архів, Національну галерею мистецтв, Національний історичний музей, Національну бібліотеку, Український театр драми та опери, Українську державну капелу, Державний симфонічний оркестр тощо).
На початку травня 1918 року Павло Скоропадський розпорядився створити Міністерство народного здоров'я та опіки.
Чимало труднощів виникло при спробі створити збройні сили Української Держави замість демобілізованих військових підрозділів Центральної Ради. З попереднього періоду нерозформованою залишалася тільки Запорізька дивізія, яка обороняла північно-східні кордони України. У липні 1918 року створено Сердюцьку дивізію під командуванням полковника Віктора Клименка в кількості 5 тисяч вояків, у серпні того ж року почали формувати Окремий загін Січових стрільців. Універсалом Гетьмана відновлено стан українського козацтва. Крім того, створено Генеральний штаб та штабні структури у восьми територіальних корпусах. До збройних сил намагалися залучати лише тих громадян, які продемонстрували «безумовну відданість ідеї незалежної України».
Влітку 1918 року в армії України введено погони та військові звання, затверджено текст урочистої присяги на вірність Гетьману, заборонено політичну діяльність у військах, забезпечено перехід до схеми підготовки офіцерів: кадетський корпус — загальна козацька військова школа — Академія Генерального штабу. Загалом, уряду так і не вдалося створити дієвої армії — з одного боку урядовці побоювалися, що загальна мобілізація може привести до армії збільшовичені елементи, а з іншого — справу створення збройних сил гальмувала німецька воєнна адміністрація.
Усе ще потребувало розв'язання земельне питання. 29 квітня Гетьман скасував закони про конфіскацію великих маєтків, прийняті Центральною Радою, але план їхнього викупу та розподілу між селянами було ухвалено лише в листопаді (його так і не вдалося виконати). З перших днів діяльності гетьманський уряд вживав заходів щодо нормалізації становища на селі, яке потрясали невдоволення, суперечності, ексцеси. Для підготовки нового аграрного закону й полагодження конфліктів між землевласниками й селянами було створено губернські й повітові комісії. Тимчасові правила про земельні комісії зобов'язували селян повернути поміщицьке майно й відшкодувати збитки, яких вони завдали великим землевласникам. На початку листопада підготували проєкт аграрної реформи, що передбачав примусовий викуп державою великих земельних володінь і розподіл їх між селянами — не більше 25 десятин на двір.
Невизначеність становища селян та поміщиків викликала невдоволення з обох боків. Крім того, до своїх маєтків поверталися російські поміщики, відбираючи в селян землю з допомогою збройних загонів гетьмана. Водночас через залежність гетьманської влади від Німеччини та Австро-Угорщини, туди вивозилася величезна кількість українського зерна, м'яса та цукру. Урешті невирішеність аграрного питання разом із поразкою держав центрального блоку призвели до краху Гетьманату.

Сім з половиною місяців Української Держави більшість спостерігачів оцінює як період соціального й громадського спокою. Сучасники Павла Скоропадського та історики констатують факт певного економічного піднесення України цього періоду. Цьому сприяли відновлення приватної власності, підтримка Гетьманом вільного підприємництва, можливість промислових та торговельних кіл суттєво впливати на економічну політику влади, широкий збут товарів до Німеччини та Австро-Угорщини. У цей час було налагоджено грошовий обіг, удосконалено грошову систему, створено державний бюджет, відкрито кілька українських банків, засновано нові акціонерні компанії. Поступово було відроджено залізничний рух. Зовнішньою запорукою цього стала, безперечно, окупаційна австро-німецька армія, що припинила стан громадянської війни і вторгнення в Україну російських військ. У цих питаннях цілі німецько-австрійських військ і гетьмана збігалися.

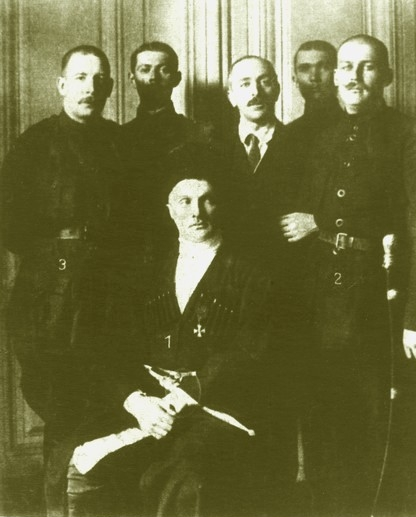
Гетьман Павло Скоропадський із Михайлом Ханенком та Василем Кочубеєм

Поряд із рядом конкретних досягнень, незважаючи на помітні позитивні зрушення в суспільному житті, гетьманський режим допустив фатальні прорахунки, а Павлу Скоропадському не вдалося надовго втримати владу. Гарантом стабільності в державі фактично виступала зовнішня сила — окупаційні війська Німеччини та Австро-Угорщини. Реставрація старих порядків Російської імперії, спроби повернути поміщикам землю, обов'язкова передача селянами врожаю у розпорядження держави, збільшення тривалості робочого дня на промислових підприємствах до 12 годин, заборона страйків — усе це сприяло формуванню опозиції. У липні-серпні 1918 року піднімається антигетьманська хвиля страйкового руху. Тоді ж на Київщині, Чернігівщині та Катеринославщині активізується селянська боротьба проти окупантів та гетьманщини. Повстанські загони налічували у своїх лавах понад 40 тисяч осіб. Також мали місце саботажі (вибухи й пожежі в Києві, Одесі тощо), атентати (вбивство фельдмаршала фон Ейхгорна) тощо, що спричинило репресії з боку гетьманського уряду й німецько-австрійської військової влади.
Розпад Австро-Угорської імперії та листопадова революція в Німеччині ліквідували зовнішню запоруку стабільності гетьманської влади. З іншого боку, представники Англії, Франції, США та Італії обіцяли допомогу тільки за умови проголошення курсу на федерацію з білою Росією, який врешті-решт, як і новий (з листопада 1918 року) проросійський кабінет міністрів Сергія Гербеля, виявився самовбивчим для Гетьмана.

#### Опозиційні рухи до гетьманської влади
Найчисельнішу опозицію до Гетьмана складав Український Національний Союз — координаційне об‘єднання політичних партій (УПСФ, УДХП, УСДРП, УПСР, УПСС, УТП) і громадських організацій (Союз земств, Селянська Спілка, Учительська Спілка, Правниче Товариство, Союз Залізничників, Поштово-Телеграфна Спілка, Лікарська Спілка, Товариство «Просвіта» тощо), що постало на початку серпня 1918 року шляхом реорганізації з раніше утвореного у травні попереднього Українського Національного Державного Союзу. Ця опозиція постійно критикувала гетьмана за відхід від національної ідеї, за російськомовність, вимагала відновлення УНР і повернення республіканських демократичних засад побудови держави. Своїх опонентів Павло Скоропадський тоді представляв новітніми більшовиками і демагогами, наявність колишніх монархістів на державних посадах виправдовував потребою залучення фахівців, церковні симпатії виправдовував потребою дотримання канонічної єдності Російської Православної Церкви, тривалу німецько-австрійську присутність та факти самоуправства їх вояків – необхідністю виконувати міжнародні договори та забезпечити безпеку від більшовицької Росії, російськомовність своїх урядовців та повільне запровадження державної мови у навчальних закладах – потребою більшого часу на її впровадження, контакти з діячами білого руху та наявність в Україні багатьох білогвардійських добровольчих дружин – потребою допомогти Росії звільнитися від більшовизму. На закиди, що в «його Україні», крім назв посад немає нічого українського, заявляв про необхідність спочатку створити хоча б таку Україну, а вже потім її розбудовувати. Менталітет багатьох раніше призначених урядовців і керівників гетьманської держави, на жаль, не дозволив їм позбутися старого пережиткового психологічного проросійського комплексу з ностальгією за колишньою «великою Росією», важко сприймав справжні національні прагнення українців, тому і призвів це державне утворення до краху.
Негативно впливали на внутрішню ситуацію в Українській державі й російські шовіністичні організації, які тоді опинилися в Україні (Союз відродження Росії, Національний центр, Союз державного об’єднання Росії тощо). За словами Дмитра Дорошенка, вони «замість вдячності краю, який врятував їх від розстрілу або голодної смерті палали злобою проти України та робили столицю гніздом усяких інтриг, конспірацій, змов, котрі були направлені проти молодої Української держави». І всі ці організації єдиним фронтом виступали проти українства, засуджували «сепаратизм» Скоропадського й узагалі сприймали Україну як державу-сюрприз, явище тимчасове та нежиттєздатне. Наприкінці липня 1918 року гетьманський міністр внутрішніх справ Ігор Кістяківський видав наказ про заборону агітувати на території України за «единую и неделимую» Росію. Проте уряд недооцінював небезпеку антиукраїнськи налаштованих «білих» російських організацій і зосереджував увагу головно на більшовицькій загрозі з боку «червоної» Росії.
Напівлегальною опозицією можна рахувати й більшу частину органів місцевого самоврядування. Значна частина земських діячів, що належали до лівих партій, нелегально підтримували селянські виступи, надаючи їм можливу з їхнього боку допомогу. Права опозиція в органах самоврядування особливо активізувалася восени 1918 р. в останні місяці існування Української Держави, коли стала зрозумілою неминучість поразки Німеччини та перемоги країн Антанти. Антиукраїнськи налаштовані проросійські кола насамперед міських дум, розгорнули таємну нелегальну (поряд із легальним функціонуванням) роботу, кінцевою метою якої було відновлення неподільної російської державності.
З іншого боку, ті політичні сили, які  виступили ініціаторами й організаторами державного
перевороту 29 квітня 1918 р. та слугували певною опорою політичного режиму Української Держави протягом її існування і їхні представники брали участь в гетьманських урядах — Всеукраїнський союз земельних власників, ПРОТОФІС, Партія народної свободи (кадети), УФДП грались у плюралізм і не поділяли соціально-економічний бік гетьманської програми та моделі державного ладу. З першого ж дня правління Павла Скоропадського вони піддавали критиці будь-які кроки гетьманського уряду, особливо в частині українізації, при цьому здебільшого перебільшуючи їх негативні наслідки. Саме державно-правовий статус Української Держави був головним пунктом розбіжностей у поглядах Гетьмана та урядових партій. На противагу Скоропадському, ці партії сприймали національну державність як плацдарм для відновлення Росії. З наближенням завершення Першої світової війни та розумінням того, що Німеччина її програє Всеукраїнський союз земельних власників, ПРОТОФІС та кадети почали відкрито заявляти про необхідність
відновлення спілки з Росією. З огляду на те, що лідери цих партій користувалися значним авторитетом у суспільстві, вони багато зробили для формування відповідної громадської думки, твердячи про недемократичність, контрреволюційність гетьманату та неможливість конструктивної співпраці з ним. Постійна критика урядової політики фактично підготувала ґрунт для поширення ідеї необхідності організації загального антигетьманського повстання.

#### Створення Директорії
Ідеологи антигетьманського спротиву Микита Шаповал та Володимир Винниченко готували повстання, налагоджуючи стосунки з українськими військовими колами. Водночас курс на повалення влади Скоропадського підтримали представники КП(б) України, боротьбісти, проросійські кола. 13 листопада 1918 року в Києві, у будинку Міністерства шляхів зібралися представники соціалістичних партій та обрали Директорію, до якої увійшли Володимир Винниченко (Голова Директорії), Симон Петлюра, Федір Швець, Андрій Макаренко, Опанас Андрієвський.

#### Повстання
У відозві Директорії до населення йшлося про те, що гетьманська влада має бути «дощенту» знищена, а Гетьман є «поза законом». Симон Петлюра в Білій Церкві видав Універсал до народу із закликом до повстання. За кілька тижнів боїв повстанці, 14 грудня 1918 року, заволоділи столицею Української Держави. Обставини, що внеможливлювали подальшу владу Скоропадського, змусили його зректися того ж дня гетьманства та втекти з Києва. Директорія оголосила про відновлення Української Народної Республіки. Більшість керівництва Директорії стояла фактично на соціалістичній платформі. Декрети гетьманського уряду було анульовано. Права участі в політичному житті країни нова влада позбавила не лише поміщиків та капіталістів, а й інтелігенцію. Боротьба з наслідками гетьманату інколи набирала форм, які не могли не викликати протесту. Існувала, наприклад, ідея ліквідації Української Академії наук як «витвору гетьманату».[джерело?]

### Еміграція

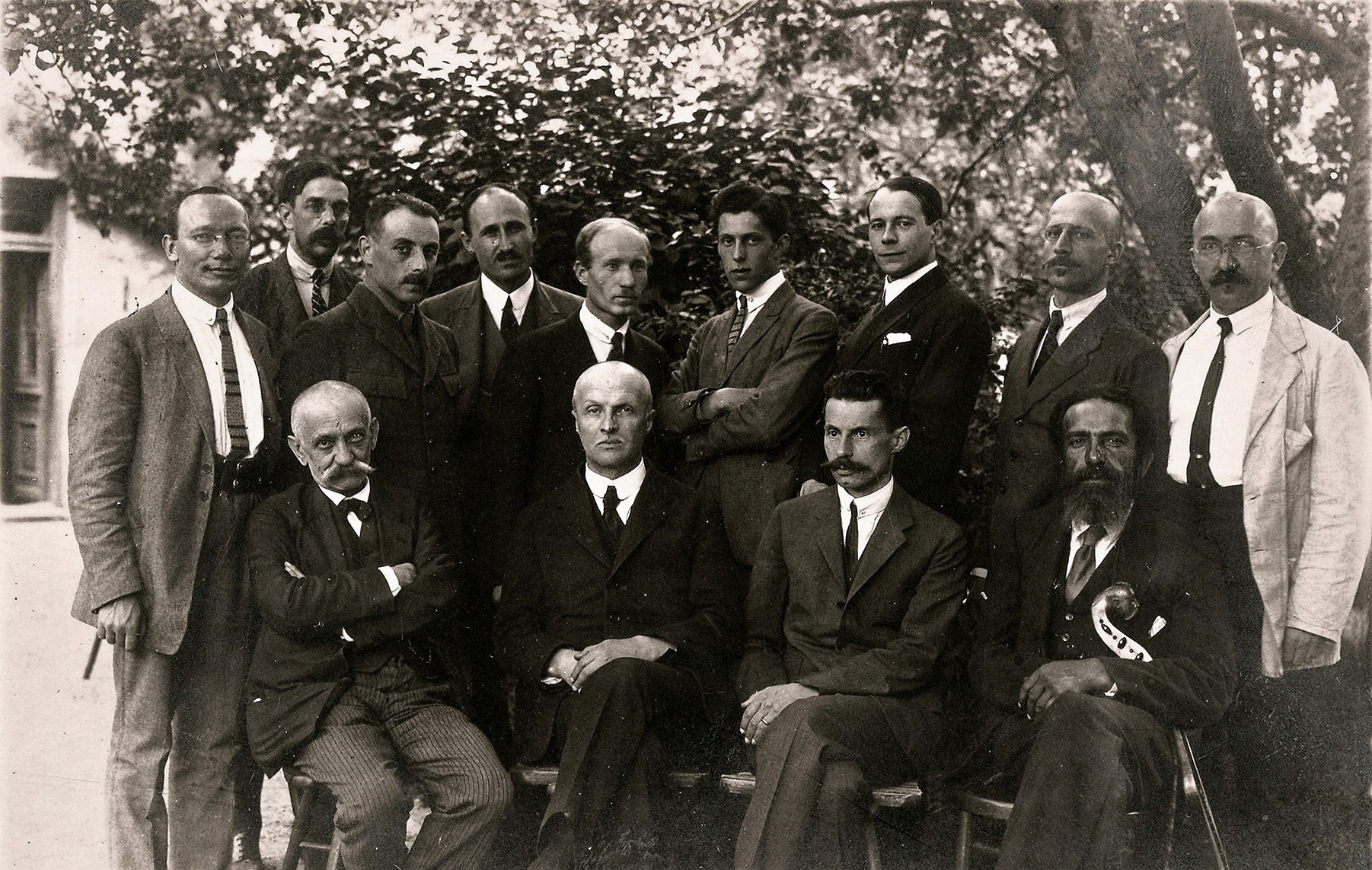
Учасники установчого з'їзду Українського союзу хліборобів-державників, Рейхенау, 4—8 червня 1922 року. Зліва направо сидять: Іван Леонтович, гетьман Павло Скоропадський, В'ячеслав Липинський, Людвіг Сідлецький; стоять Михайло Тимофіїв, Микола Кочубей, Адам Монтрезор, Андрій Білопольський, Михайло Савур-Ципріянович, Ігор Лоський, Володимир Залозецький, Сергій Шемет, Олександр Скоропис-Йолтуховський.

Ванзее, 1923 рік. Зліва направо: Олександр Скоропис-Йолтуховський, В'ячеслав Липинський, Павло Скоропадський, Володимир Коростовець, Сергій Шемет, Олександр Сахно-Устимович

Після зречення влади, Скоропадський із родиною перебрався до Берліна, потім до Швейцарії, зрештою оселився в м. Ванзее поблизу Берліна. Вже 1920 року, завдяки наполяганням емігрантів-гетьманців, що на чолі з В'ячеславом Липинським та Сергієм Шеметом зорганізувалися в «Український союз хліборобів-державників», Павло Скоропадський повертається до активного політичного життя. Він очолив новий гетьманський рух, а Липинський став його теоретиком.
Проте на початку 1930-х років між практиком Скоропадським та теоретиком Липинським виникли певні розбіжності щодо існування руху, і єдиний «Союз» розколовся. Прибічники гетьмана об'єдналися в «Союз гетьманців-державників». Завдяки зусиллям Скоропадського, філії гетьманського руху з'являються не лише в Австрії та Німеччині, а й у Чехословаччині, Франції, Канаді, США, на західноукраїнських землях (Польща). Крім того, заходами Павла Петровича, 1926 року в Німеччині засновується Український науковий інститут при Берлінському університеті, що зіграв велику роль у розвитку української науки та культури.
З приходом до влади націонал-соціалістів життя Скоропадського ускладнилося. Доводилося докладати чималі зусилля і використовувати власний авторитет та зв'язки, щоб зробити можливим подальше існування і діяльність «Союзу гетьманців-державників» та української громади в Німеччині. Разом із тим, передбачаючи неминучу війну в Європі, Павло Скоропадський 1939 року відправив свого сина Данила до Англії з метою гарантування продовження існування гетьманського руху на випадок перемоги антигітлерівської коаліції.
І хоча гетьман не підтримував нацизм, він змушений був «лояльно» ставитися до нього. Але, незважаючи ні на що, Скоропадський завжди відстоював перед офіційними колами Рейху й серед громадськості інтереси українців. Наприклад, коли угорські війська окупували в 1939 році Карпатську Україну, гетьман виступив у оборону її незалежності. Заходам Павла Скоропадського завдячують звільненням з німецьких концтаборів Степана Бандери, Андрія Мельника, Ярослава Стецька та ін.

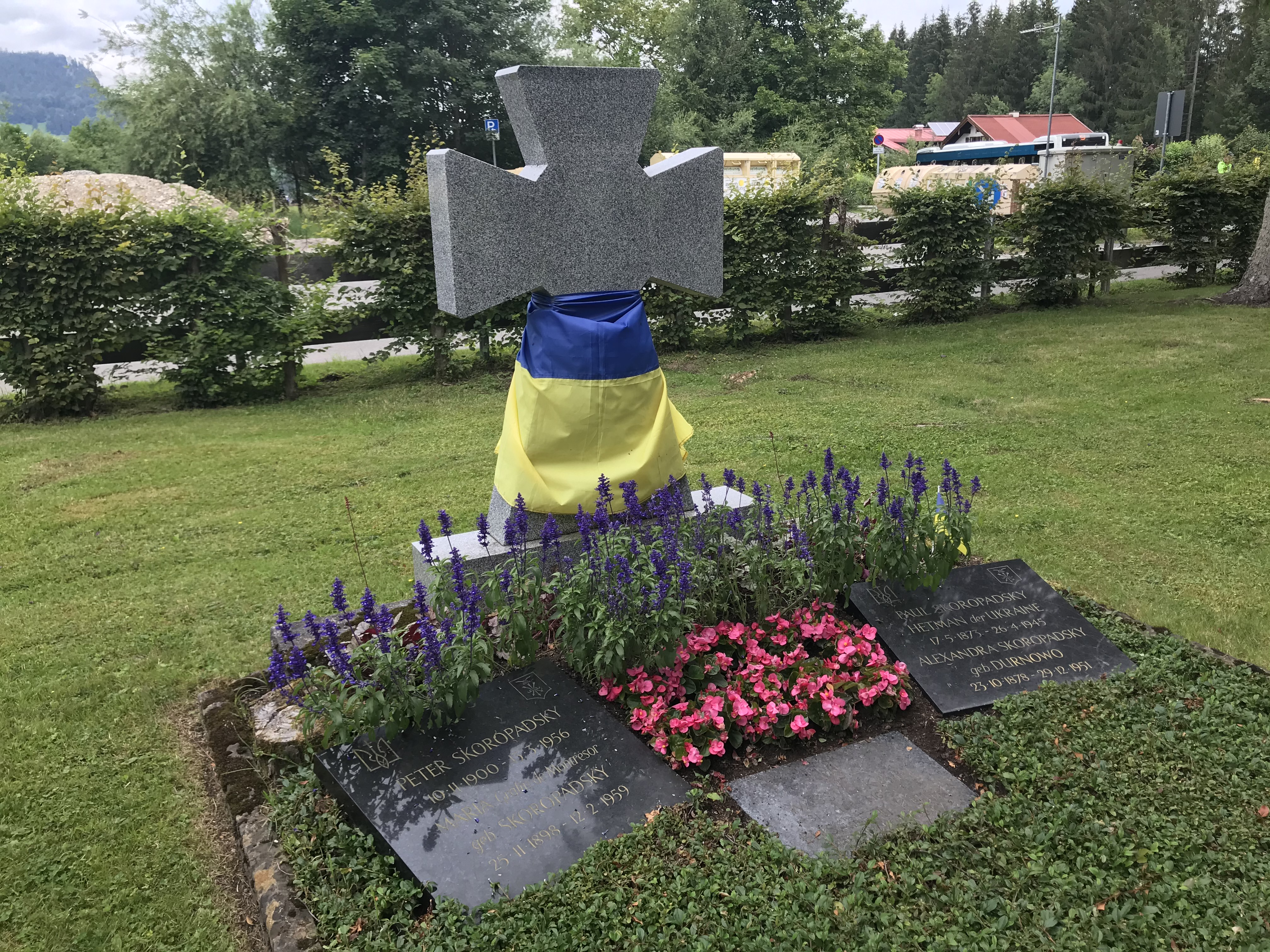
Могила П. Скоропадського в м. Оберсдорф на півдні Баварії.

Протягом 1938—1941 років Скоропадський намагався згуртувати всі українські сили в діаспорі. Він не поділяв надій деяких угруповань емігрантів, що німці відновлять українську державність. На жаль, Павло Скоропадський не встиг у мирний час завершити організаційне та ідеологічне формування «Союзу гетьманців-державників».

В липні 1941 року П.Скоропадський опублікував відкритий лист до фюрера Третього Рейху Адольфа Гітлера в якому зазначив наступне:
ДО Вождя Й ДЕРЖАВНОГО КАНЦЛЕРА 
Висловлюючи щире бажання українського народу, витаємо я й Гетьманська Організація як найгарячіше війну, яку Ви виповіли московському інтернаціоналові. Звольте прийняти наші найсердечніші побажання повного успіху для німецької зброї. Ми просимо дати нам можливість активно взяти участь усім нашим силам в боротьбі за добро німецького й українського народів.
Павло Скоропадський

11 березня 1945 року у Берліні Український штаб організував святкову Шевченківську академію. Зал заповнювали представники української науки і мистецтва, був присутній також і гетьман Павло Скоропадський.
Наприкінці війни, 16 квітня 1945 року, під час бомбардування англо-американською авіацією станції Платлінг, що поблизу Мюнхена в Баварії, він був смертельно поранений. Помер Павло Скоропадський 26 квітня 1945 року в лікарні монастиря Меттен.
Похований у місті Оберстдорфі, могила знаходиться біля огорожі у північній частині цвинтаря коло перехрестя вулиць Ам Бангольц (Am Bannholz) та Бангофштрасе (Bahnhofstraße). На могилі встановлено сірий кам'яний хрест. У основи хреста дві чорні дошки з іменами Павла та Олександри Скоропадських, а також Петра та Марії Скоропадських.

## Погляди на територію України
Погляди Павла Скоропадського на територію України були амбітними, вона мала б включати в себе значні етнічні українські землі, не обмежуючи лише територією колишніх українських губерній у складі Російської імперії.
Скоропадський прагнув включити до складу Української Держави всі території, де українці становили більшість населення. 
Крим розглядав як життєво важливу, невід'ємну частину України.
Українська Держава також вела переговори про входження Кубані до її складу, розглядаючи її як історично та етнічно українську територію. У період Гетьманату (1918 рік) до Києва прибула кубанська делегація на чолі з Миколою Рябоволом, одним із найвизначніших лідерів Кубанської Народної Республіки. Метою цих переговорів було об'єднання Кубані з Українською Державою на федеративних засадах. Але операцію так і не вдалося провести, головно через протидію білогвардійців на чолі з Антоном Денікіним.

## Оцінка діяльності
Більшість сучасників Скоропадського його діяльність оцінювали більше негативно, ніж позитивно, через його економічно-класову проросійсько-наднаціональну преференцію великим земле- та капіталовласникам. Окрім того, союзні його режиму німецькі війська багато ким сприймалися як окупанти. Наприклад, соціал-демократ Ісаак Мазепа писав, що режим Скоропадського був «владою російських реакційних кіл» і «протиукраїнським режимом». Володимир Винниченко вважав, що Скоропадський прагнув до скасування української державності й реставрації Російської імперії. Микита Шаповал вважав, що
|  | Гетьмансько-німецький переворот поставив проти себе дві сили: російсько-жидівську буржуазію, поміщиків і українських куркулів проти українських селянсько-робітничих мас, або коротше: чуже місто проти українського села. |

Інший сучасник Скоропадського Петро Врангель, якому гетьман пропонував бути начальником штабу у своїх спогадах писав:
|  | З приходом німців знову з'явилися газети, переважно київські. Переворот на Україні та утворення гетьманства були для нас повною несподіванкою. […] Скоропадський гаряче почав доводити мені, що Україна має всі дані для утворення самостійної і незалежної держави, що прагнення до самостійності давно жило в українському народові, а за останні багато років посилено працювала в цьому напрямі Австрія, і плоди цієї роботи значні. Урешті-решт він став доводити, що об'єднання слов'янських земель Австрії та України і утворення самостійної і незалежної України, мабуть, єдине життєве завдання. Оригінальний текст (рос.) С приходом немцев снова стали появляться газеты, главным образом киевские. Переворот на Украине и образование гетманства были для нас полной неожиданностью. […] Скоропадский горячо стал доказывать мне, что Украина имеет все данные для образования самостоятельного и независимого государства, что стремление к самостоятельности давно жило в украинском народе, а за последние много лет усиленно работала в этом направлении Австрия, и плоды этой работы значительны. В конце концов он стал доказывать, что объединение славянских земель Австрии и Украины и образование самостоятельной и независимой Украины, пожалуй, единственная жизненная задача. |

Про взаємини гетьмана з Німеччиною згадував й Антон Денікін:
|  | За кілька днів до захоплення влади він [Скоропадський] приїхав до одного з відомих київських генералів і запропонував йому взяти участь в утворенні нового уряду, «який має замінити Центральну Раду і стати посередником між німецьким командуванням і українським народом». Згадав, що в цій справі зацікавлені німці… Коли співрозмовник відповів відмовою, мотивуючи «неприйнятністю для нього роботи з німцями на них», Скоропадський заперечив, що «німці тут ні до чого, що він буде вести цілком самостійну політику», і закінчив навіть наївною заявою, що «сподівається обійти німців і змусити їх працювати на користь України». |

Український історик та філософ Мирослав Попович у книзі «Червоне століття» каже, що «режим Скоропадського — це правоцентристський авторитарний режим, але немає жодних підстав вважати його антиукраїнським».
Отже, на думку Поповича, уряду Скоропадського вдалося домогтися внутрішньої стабільності, збити хвилю погромів і бандитизму, стабілізувати фінанси, нормалізувати торгівлю і створити передумови для економічного пожвавлення, принаймні в сільському господарстві.
У той же час його опоненти, сучасники, закидали йому зокрема відвертий протекціонізм білогвардійцям та ексвоякам РІА-монархістам у противагу до українських патріотично налаштованих формувань соціально-націоналістичної течії, реставрацію царських монархічних порядків, бездіяльність з приводу безчинств німців щодо населення зі збору контрибуцій тощо.

## Вшанування пам'яті
- У місті Києві на вулиці Інституській, 20/8, встановлено меморіальну дошку Павлу Скоропадському.

- У низці міст України є вулиці та провулки Павла Скоропадського.
- 15 травня 2023 року у місті Києві вулицю Толстого було перейменовано на вулицю Гетьмана Павла Скоропадського[23].
- 26 липня 2024 року вулицю Адмірала Макарова в Миколаєві перейменовано на вулицю Павла Скоропадського[24].
- 4 серпня 2024 року у місті Глухові на Сумщині, вулиця Ватутіна отримала назву на честь Павла Скоропадського[25].
- 2 листопада 2024 року у штаті Нью-Джерсі, США встановили перший пам'ятник Гетьману Павлу Скоропадському.[26]

## Галерея

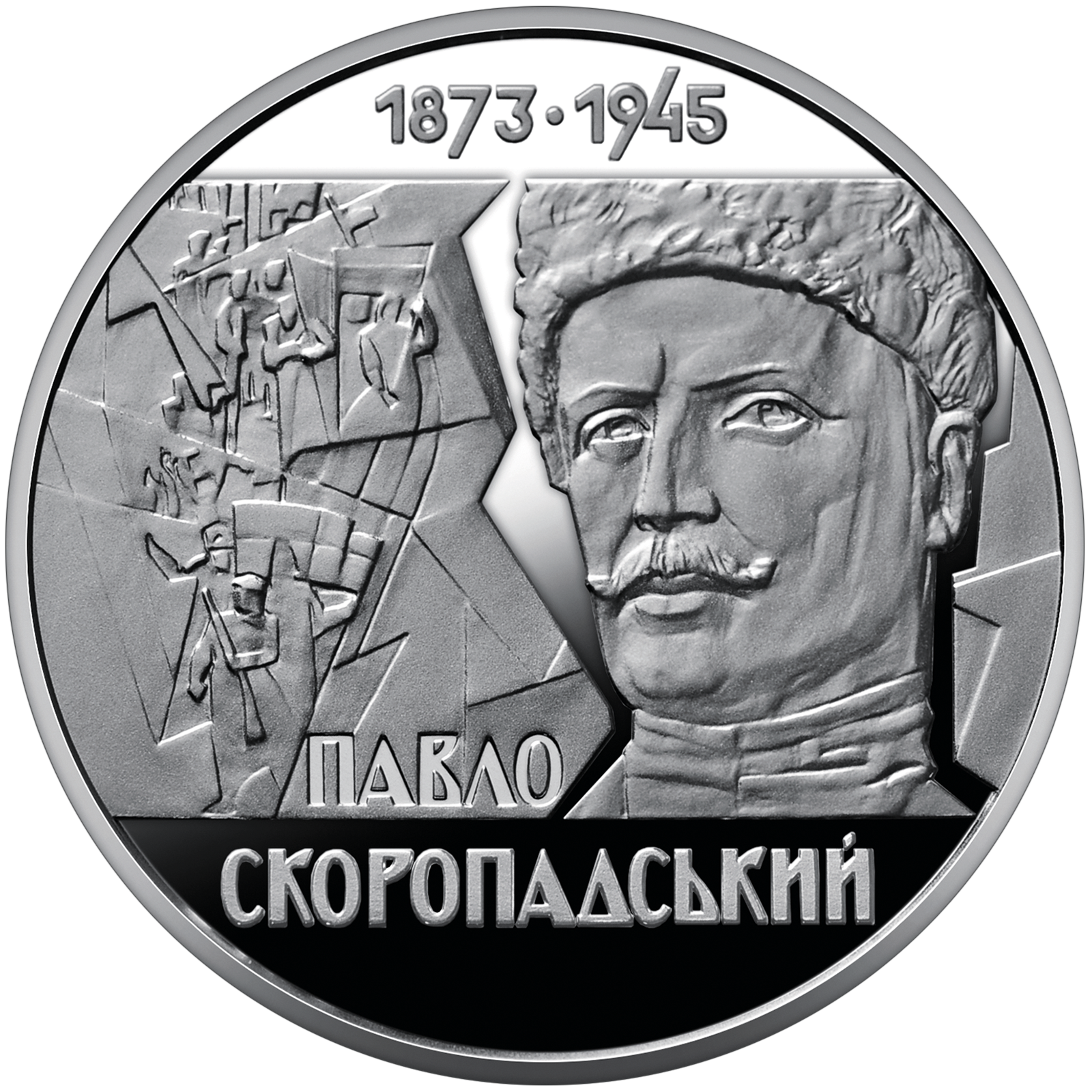
Ювілейна монета "Павло Скоропадський", 2023 рік
Меморіальна дошка Павла Скоропадського на вулиці Інститутській, 20/8, місто Київ

## Родина

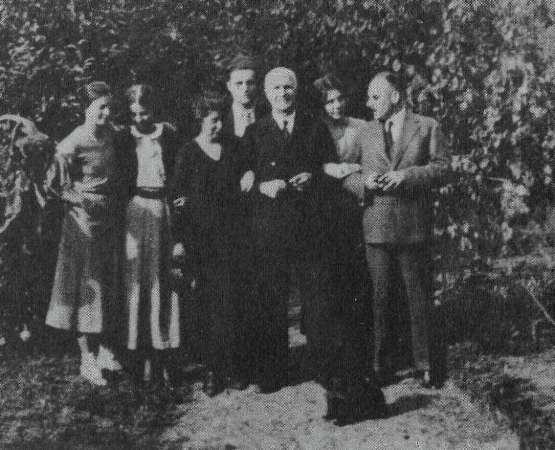
Скоропадський з родиною

Дружина (з 11 січня 1897) — Олександра Дурново-Кочубей, дочка генерал-лейтенанта Петра Дурново і його дружини Марії, уродженої княгині Кочубей.
Діти:
- Марія Скоропадська (1898—1959) — по одруженню графиня Монтрезор;
- Єлизавета Скоропадська (1899—1976) —по одруженню Кужим;
- Петро Скоропадський (1900—1956) — хворів на епілепсію;
- Данило Скоропадський (1904—1957) — гетманич;
- Павло Скоропадський (1915—1918) — помер у дитинстві внаслідок хвороби;
- Олена Скоропадська (1919—2014) — по одруженню Отт-Скоропадська.

## Галерея (дружина і дочки)

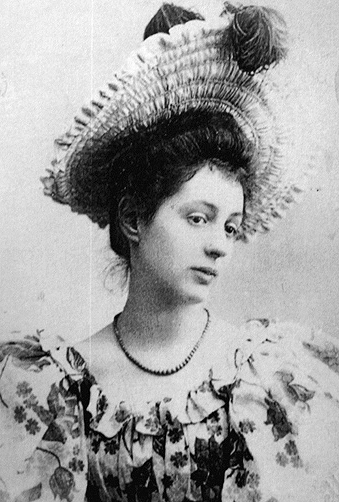
Дружина Олександра
Донька Марія
Донька Олена
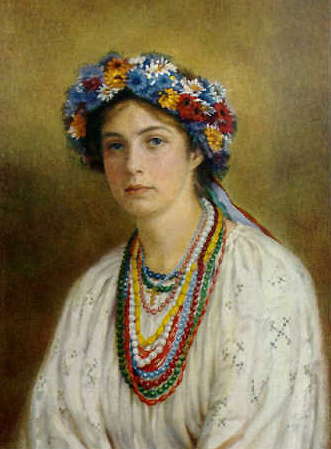
Донька Єлизавета

## Нагороди

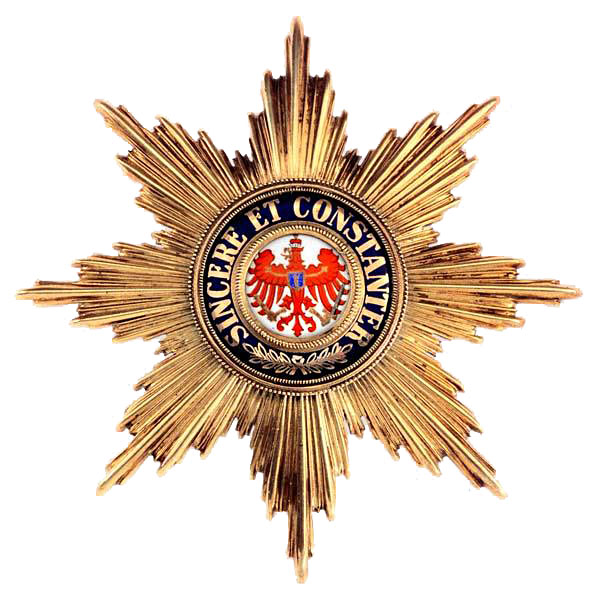
Нагрудна зірка Ордена Червоного Орла, врученого Павлу Скоропадському під час відвідин Німеччини 1918 року.

- Орден Святої Анни 3-го ступеня з мечами і бантом

Російсько-японська війна (1904—1905)
осавул 3-го Верхньоудінського полку Забайкальського козацького війська:
нагороджений за найвищим наказом Миколи II від 29 жовтня 1904 року за заслуги у боях проти японців з 20 квітня по 4 липня 1904 року.
- Орден Святого Георгія 4-го ступеня

Перша світова війна (1914—1917)
генерал-майор, почет Його Імператорської величності, командир 1-ї бригади 1-ї гвардійської кавалерійської дивізії:
нагороджений за найвищим наказом Миколи II від 13 жовтня 1914 року за відмінне командування лейбгвардії Кінним полком з формулюванням: «керуючи в бою 6 серпня під Краупішкеном центром бойового порядку, попри лютий артилерійський і гарматний вогонь противника, захопив частину позиції противника і утримав її, не допустивши навіть німцям відійти без величезних втрат, завдяки чому вельми сприяв кінцевому успіхові».
- Орден Червоного орла, Великий хрест:

за нормалізацію українсько-німецьких відносин (1918).